# Megaselia
Megaselia is een geslacht van bochelvliegen (Phoridae). De wetenschappelijke naam van het geslacht werd voor het eerst geldig gepubliceerd in 1856 door Camillo Róndani.
Megaselia is een enorm omvangrijk geslacht met meer dan 1500 beschreven soorten, en vele soorten die nog moeten beschreven worden.
Megaselia-soorten vertonen verschillende manieren om zich voort te planten.
Vele Megaselia-soorten zijn saprofaag; ze leggen hun eitjes in het mycelium van zwammen, waarmee de larven zich voeden. Ze kunnen schadelijk zijn voor de commerciële teelt van paddenstoelen. Megaselia halterata is een berucht plaaginsect voor de teelt van champignons (Agaricus bisporus). De larven voeden zich met het mycelium, maar de volwassen dieren kunnen ook de schimmel Verticillium fungicola overdragen, een pathogene schimmel voor verschillende soorten eetbare paddenstoelen.
Sommige soorten zijn parasitoïden van andere insecten; Megaselia chlumetiae bijvoorbeeld legt haar eieren op de rupsen van Chlumetia transversa. De larven dringen door in de rups waar ze zich ontwikkelen en ook verpoppen.
Er zijn Megaselia die parasiteren op de eitjes van kikkers. Dat is het geval voor Megaselia nidanurae, waarvan de larven zich ontwikkelen in de "schuimnesten" van de fluitkikkers Leptodactylus fuscus in Trinidad.
De larven van Megaselia imitatrix en Megaselia hansonix ontwikkelen zich obligaat in water, in micro-habitats zoals boomholten waarin water blijft staan.

## Soorten
De onderstaande soorten zijn bij het geslacht ingedeeld. De letters achter de wetenschappelijke naam geven de bron aan; i = ITIS, c = Catalogue of Life, g = GBIF, en b = Bugguide.net. 

### A
- Megaselia abalienata Beyer, 1965 c g
- Megaselia abdita Schmitz, 1959 i c g
- Megaselia abdominalis Beyer, 1958 c g
- Megaselia abernethae Disney, 1988 c g
- Megaselia abludens Schmitz, 1927 c g
- Megaselia abstinens Borgmeier, 1967 c g
- Megaselia achatinae (Senior-White, 1924) c g
- Megaselia aciculata Borgmeier, 1964 i c g
- Megaselia aculeata (Schmitz, 1919) i c g
- Megaselia acuta Schmitz, 1935 c g
- Megaselia acutifurca Borgmeier, 1962 c g
- Megaselia acutipennis Bridarolli, 1951 c g
- Megaselia adempta Borgmeier, 1969 c g
- Megaselia advena Borgmeier, 1964 i c g
- Megaselia aemula (Brues, 1911) c g
- Megaselia aequalis (Wood, 1909) i c g
- Megaselia aequaliseta (Borgmeier, 1963) i c g
- Megaselia aequidistans Bridarolli, 1951 c g
- Megaselia aequilateralis Schmitz, 1936 c g
- Megaselia aequimarginata Bridarolli, 1951 c g
- Megaselia aequiperabilis Beyer, 1959 c g
- Megaselia aerivaga Schmitz, 1937 c g
- Megaselia aestiva Beyer, 1966 i c g
- Megaselia affinis (Wood, 1909) c g
- Megaselia afghana Schmitz, 1959 c g
- Megaselia africola Beyer, 1965 c g
- Megaselia agarici (Lintner, 1895) i c g
- Megaselia agnata Schmitz, 1926 c g
- Megaselia agnatoides Beyer, 1958 c g
- Megaselia ajabshirensis Khameneh, Khaghaninia, Disney & Maleki-Ravasan, 2019[6]
- Megaselia alajuelensis (Malloch, 1914) c g
- Megaselia alata Brues, 1936 c g
- Megaselia albibasis Borgmeier, 1966 i c g
- Megaselia albicans (Wood, 1908) c g
- Megaselia albicaudata (Wood, 1910) c g
- Megaselia albiclava Schmitz, 1926 c g
- Megaselia albiclavata Borgmeier, 1967 c g
- Megaselia albocingulata (Strobl, 1906) c g
- Megaselia aldabrae Disney, 2007 c g
- Megaselia aldrichi Borgmeier, 1967 i c g
- Megaselia aletiae (Comstock, 1880) i c g
- Megaselia alisamorum Disney, 2008 c g
- Megaselia aliseta Borgmeier, 1967 c g
- Megaselia alius Disney, 2003 c g
- Megaselia allopyga Borgmeier, 1966 i c g
- Megaselia alloterga Borgmeier, 1967 c g
- Megaselia allothrix Borgmeier, 1964 i c g
- Megaselia alpina Schmitz & Beyer, 1965 c g
- Megaselia alsea Robinson, 1983 i c g
- Megaselia altezza Brenner, 2004 c g
- Megaselia alticolella (Wood, 1909) c g
- Megaselia altifrons (Wood, 1909) c g
- Megaselia amatorum Disney, 2003 c g
- Megaselia amica Borgmeier, 1962 c g
- Megaselia amplicornis Borgmeier, 1964 i c g
- Megaselia amplicosta Beyer, 1958 c g
- Megaselia amplifrons Borgmeier, 1962 c g
- Megaselia amplipennis Borgmeier, 1935 c g
- Megaselia ampullosa Borgmeier, 1961 c g
- Megaselia analis (Lundbeck, 1920) c g
- Megaselia andicola Brues, 1944 c g
- Megaselia andrenae Disney, Scanni, Scamoni & Andrietti, 1998 c g
- Megaselia andrewi Disney, 2003 c g
- Megaselia androidea Bridarolli, 1951 c g
- Megaselia aneura Malloch, 1935 c g
- Megaselia angelicae (Wood, 1910) c g
- Megaselia angularis (Schmitz, 1924) c g
- Megaselia angulata Gori, 2005 c g
- Megaselia angusta (Wood, 1909) c g
- Megaselia angustiata Schmitz, 1936 c g
- Megaselia angustifrons (Wood, 1912) c g
- Megaselia angustifurcata (Enderlein, 1912) c g
- Megaselia angustina Schmitz, 1936 c g
- Megaselia anniduedahlae Disney & Bøggild, 2019[7]
- Megaselia annulipes (Schmitz, 1921) i c g
- Megaselia anomala (Malloch, 1912) i c g
- Megaselia anomaliseta Beyer, 1958 c g
- Megaselia anomaloterga Disney, 1993 c g
- Megaselia antecellens Beyer, 1965 c g
- Megaselia antennalis Brues, 1936 c g
- Megaselia antennula Beyer, 1965 c g
- Megaselia anterodorsalis Borgmeier, 1962 c g
- Megaselia anterospinosa Borgmeier, 1962 c g
- Megaselia anthracina Borgmeier, 1962 c g
- Megaselia antialis Borgmeier, 1967 c g
- Megaselia anticheira Disney, 2004 c g
- Megaselia anticonigra Beyer, 1958 c g
- Megaselia apicalis (Brues, 1905) c g
- Megaselia apodicraea Borgmeier, 1971 c g
- Megaselia apoensis Brues, 1936 c g
- Megaselia apophysata Schmitz, 1940 c g
- Megaselia apozona Schmitz, 1936 c g
- Megaselia appendiculata Brues, 1936 c g
- Megaselia appetens Beyer, 1965 c g
- Megaselia apposita Brues, 1936 c g
- Megaselia approximata (Brunetti, 1912) c g
- Megaselia aquilonia Schmitz, 1958 c g
- Megaselia araneivora Goto, 1985 c g
- Megaselia arbuciensis Garcia-Romera g
- Megaselia arcticae Disney, 2004 c g
- Megaselia arctifurca Borgmeier, 1967 c g
- Megaselia arcuata (Malloch, 1912) i c g
- Megaselia arcuatilinea Beyer, 1959 c g
- Megaselia ardua Schmitz, 1940 c g
- Megaselia argentea Borgmeier, 1962 c g
- Megaselia argiopephaga Disney, 1982 c g
- Megaselia arietina Disney, 1991 c g
- Megaselia aristalis (Malloch, 1914) i c g
- Megaselia aristata Brues, 1936 c g
- Megaselia aristica (Schmitz, 1920)
- Megaselia aristolochiae Hime & Costa, 1985 c g
- Megaselia arizonensis (Malloch, 1912) i c g
- Megaselia armata (Wood, 1909) c g
- Megaselia armipectus Borgmeier, 1967 c g
- Megaselia armstrongorum  g
- Megaselia arquata Schmitz, 1935 c g
- Megaselia artangula Beyer, 1965 c g
- Megaselia ashmolei Disney, 1990 c g
- Megaselia asthenichaeta Brues, 1944 c g
- Megaselia asymmetrica Beyer, 1959 c g
- Megaselia aterrima (Strobl, 1906) c g
- Megaselia athesis Brenner, 2006 c g
- Megaselia atomella (Malloch, 1912) i c g
- Megaselia atratula Borgmeier, 1964 i c g
- Megaselia atriclava (Brues, 1911) c g
- Megaselia atricolor Borgmeier, 1962 c g
- Megaselia atricornis Beyer, 1958 c g
- Megaselia atridorsata Malloch, 1935 c g
- Megaselia atristola Borgmeier, 1962 c g
- Megaselia atrita (Brues, 1915) c g
- Megaselia atrosericea Schmitz, 1927 c g
- Megaselia atrox Borgmeier, 1968 i c g
- Megaselia attenuata Bridarolli, 1951 c g
- Megaselia audreyae Disney, 1978 c g
- Megaselia aurantiaca Borgmeier, 1971 c g
- Megaselia aurea (Aldrich, 1896) i c g b
- Megaselia auriclava Beyer, 1958 c g
- Megaselia auricoma Schmitz, 1927 c g
- Megaselia austera Schmitz, 1929 c g
- Megaselia australiae Beyer, 1960 c g

### B
- Megaselia badia Schmitz, 1938 c g
- Megaselia baezi Disney, 1990 c g
- Megaselia balfourbrownei Disney & Bøggild, 2019[7]
- Megaselia baltica (Schmitz, 1924) c g
- Megaselia bambootelmatae Disney, 1995 c g
- Megaselia barbata Brues, 1936 c g
- Megaselia barberi (Malloch, 1912) i c g
- Megaselia barbertonia Schmitz, 1929 c g
- Megaselia barbicauda Borgmeier, 1967 c g
- Megaselia barbimargo Beyer, 1960 c g
- Megaselia barbitergata Beyer, 1965 c g
- Megaselia barbulata (Wood, 1909) c g
- Megaselia baroringensis Brues, 1936 c g
- Megaselia barrientosi Garcia-Romera g
- Megaselia barroensis Disney, 2007 c g
- Megaselia basicavata Borgmeier, 1964 i c g
- Megaselia basichaeta Borgmeier, 1969 c g
- Megaselia basicrinalis Schmitz, 1953 c g
- Megaselia basipecten Beyer, 1965 c g
- Megaselia basiseta Malloch, 1935 c g
- Megaselia basispinata Lundbeck, 1920 i c g
- Megaselia basitarsalis Beyer, 1964 i c g
- Megaselia basitumida Schmitz, 1927 c g
- Megaselia basiturgida Disney & Durska, 2011
- Megaselia basiveluta Schmitz, 1935 c g
- Megaselia basseti Disney, 2011
- Megaselia beatricis Colyer, 1962 c g
- Megaselia beckeri (Wood, 1909) i c g
- Megaselia bella (Brues, 1905) c g
- Megaselia belumensis Disney, 1995 c g
- Megaselia benebarbata Beyer, 1965 c g
- Megaselia beringensis Borgmeier, 1964 i c g
- Megaselia berndeseni (Schmitz, 1919) c g
- Megaselia berndseni (Schmitz, 1919) g
- Megaselia beyeri Schmitz, 1965 c g
- Megaselia bezziana (Enderlein, 1912) c g
- Megaselia biarticulata Disney, 1988 c g
- Megaselia bicolor (Meigen, 1830) c g
- Megaselia bifida Disney, 1983 c g
- Megaselia bifurcata Disney, 1983 c g
- Megaselia bihamulata Brues, 1936 c g
- Megaselia bilobulus Disney, 2003 c g
- Megaselia bimaculata Borgmeier, 1966 i c g
- Megaselia bingana Disney, 1991 c g
- Megaselia bipunctata Borgmeier, 1963 c g
- Megaselia birdensis Disney, 2006 c g
- Megaselia birgittemarkae Disney & Bøggild, 2019[7]
- Megaselia bisecta Brues, 1936 c g
- Megaselia biseta Beyer, 1960 c g
- Megaselia bisetalis Fang & Liu, 2005 c g
- Megaselia bisetigera Beyer, 1965 c g
- Megaselia bisetulata (Malloch, 1915) i c g
- Megaselia bisinuata Borgmeier, 1962 c g
- Megaselia bispatulata Bridarolli, 1951 c g
- Megaselia bisticta Wang & Liu, 2016[8]
- Megaselia bistruncata Schmitz, 1936 c g
- Megaselia bivesicata Schmitz, 1931 c g
- Megaselia boesii Disney, 2006 c g
- Megaselia boliviana (Enderlein, 1912) c g
- Megaselia boninensis Beyer, 1967 c g
- Megaselia borgmeieri Beyer, 1965 c g
- Megaselia bovista (Gimmerthal, 1848) i
- Megaselia bowlesi Disney, 1981 c g
- Megaselia brachyprocta Borgmeier, 1964 i c g
- Megaselia bradyi  g
- Megaselia brejchaorum  g
- Megaselia brevibarba Borgmeier, 1964 i c g
- Megaselia brevicauda Borgmeier, 1964 i c g
- Megaselia breviceps Borgmeier, 1967 c g
- Megaselia breviciliata (Strobl, 1899) c g
- Megaselia brevicornis Schmitz, 1938 g
- Megaselia brevicostalis (Wood, 1910) i c g
- Megaselia brevifemorata Schmitz, 1926 c g
- Megaselia brevifrons Borgmeier, 1962 c g
- Megaselia brevineura Brues, 1936 c g
- Megaselia brevior (Schmitz, 1924) c g
- Megaselia brevipes (Lundbeck, 1920) c g
- Megaselia brevis (Collin, 1912) c g
- Megaselia breviscula (Brues, 1924) g
- Megaselia brevisecta Brues, 1936 c g
- Megaselia breviseta (Wood, 1912) c g
- Megaselia brevissima (Schmitz, 1924) c g
- Megaselia breviterga (Lundback, 1921) i c g
- Megaselia breviuscula (Brues, 1924) c g
- Megaselia brevivallorum Disney, 2003 c g
- Megaselia brianbrowni Disney, 1994 c g
- Megaselia bridarollii Colyer, 1952 c g
- Megaselia brokawi Disney, 1994 c g
- Megaselia bruchiana (Borgmeier & Schmitz, 1923) c g
- Megaselia bruesi Disney, 1986 c g
- Megaselia brunnea (Schmitz, 1920) c g
- Megaselia brunneicornis (Schmitz, 1920) c g
- Megaselia brunneipalpata Beyer, 1964 i c g
- Megaselia brunneipennis Costa, 1857 c g
- Megaselia brunneoflava Beyer, 1958 c g
- Megaselia brunnicans (Brues, 1924) c g
- Megaselia brunnipennis (Santos Abreu, 1921) c g
- Megaselia brunnipes (Malloch, 1912) i c g
- Megaselia buccata Borgmeier, 1969 c g
- Megaselia buchsi Disney, 1999 c g
- Megaselia bulbicornis Borgmeier, 1962 c g
- Megaselia bulbosa Brues, 1936 c g
- Megaselia burmensis Beyer, 1958 c g
- Megaselia bursaria Borgmeier, 1971 c g
- Megaselia bursata Borgmeier, 1966 i g
- Megaselia bursella Borgmeier, 1969 c g
- Megaselia burselloides Borgmeier, 1969 c g
- Megaselia bursifera Borgmeier, 1971 c g
- Megaselia buxtoni Colyer, 1954 c g

### C
- Megaselia cakpoae Disney in Disney, Kurina, Tedersoo & Cakpo, 2013[9]
- Megaselia caledoniae Borgmeier, 1967 c g
- Megaselia californiensis (Malloch, 1912) i c g
- Megaselia callunae Garcia-Romera g
- Megaselia calvescens Borgmeier, 1962 c g
- Megaselia camariana (Coquerel, 1848) c g
- Megaselia camilla Borgmeier, 1964 i g
- Megaselia campestris (Wood, 1908) c g
- Megaselia canaliculata (Brues, 1915) c g
- Megaselia canariensis (Santos Abreu, 1921) c g
- Megaselia canaryae Disney, 1990 c g
- Megaselia capensis Beyer, 1959 c g
- Megaselia capillicauda Borgmeier, 1964 i c g
- Megaselia capillipes Schmitz, 1929 c g
- Megaselia capronata Schmitz, 1940 c g
- Megaselia capta Borgmeier, 1964 i c g
- Megaselia carinata Borgmeier, 1967 c g
- Megaselia carlkahleri Disney & Bøggild, 2019[7]
- Megaselia carlynensis (Malloch, 1912) i c g
- Megaselia carminis Garcia-Romera g
- Megaselia carola Robinson, 1981 i c g
- Megaselia carthayensis  g
- Megaselia cassandra Borgmeier, 1971 c g
- Megaselia castanea Bridarolli, 1937 c g
- Megaselia castaneipleura Borgmeier, 1969 c g
- Megaselia caudalis Beyer, 1959 c g
- Megaselia caudifera Beyer, 1965 c g
- Megaselia cavernicola (Brues, 1906) i c g
- Megaselia cavifemur Borgmeier, 1964 i c g
- Megaselia cavifrons Schmitz, 1929 c g
- Megaselia cavimargo Borgmeier, 1962 c g
- Megaselia cercaria Borgmeier, 1969 c g
- Megaselia cercisetaria Disney, 2003 c g
- Megaselia chaetocera Borgmeier, 1964 i c g
- Megaselia chaetogaster Borgmeier, 1971 c g
- Megaselia chaetoneura (Malloch, 1912) i c g
- Megaselia chaetopyga (Lundbeck, 1921) c g
- Megaselia chaetorhoea Beyer, 1966 c g
- Megaselia chainensis Disney, 1985 i c g
- Megaselia chapmani Borgmeier, 1967 c g
- Megaselia chicheckliensis Khameneh, Khaghaninia, Disney & Maleki-Ravasan, 2019[6]
- Megaselia chilochaeta Borgmeier, 1962 c g
- Megaselia chiloensis Schmitz, 1929 c g
- Megaselia chinganica Naumov, 1992 c g
- Megaselia chinyeroensis Disney, 2010
- Megaselia chipensis (Brues, 1911) c g
- Megaselia chlorocera Borgmeier, 1968 c g
- Megaselia chlumetiae Disney, 1992 c g
- Megaselia chorogi Naumov, 1979 c g
- Megaselia chrysophora Beyer, 1967 c g
- Megaselia chrysopyge Beyer, 1965 c g
- Megaselia ciancii  g
- Megaselia ciliata (Zetterstedt, 1848) c g
- Megaselia ciliatula Schmitz, 1957 c g
- Megaselia cilipes (Brues, 1907) c g
- Megaselia cilla Borgmeier, 1962 c g
- Megaselia cinerascens Borgmeier, 1962 c g
- Megaselia cinerea Schmitz, 1938 c g
- Megaselia cinereifrons (Strobl, 1910) c g
- Megaselia cirratula Schmitz, 1948 c g
- Megaselia cirricauda Colyer, 1962 c g
- Megaselia cirripes Borgmeier, 1964 i c g
- Megaselia cirripyga Borgmeier, 1964 i c g
- Megaselia cirriventris Schmitz, 1929 i c g
- Megaselia citrinella Buck & Disney, 2001 c g
- Megaselia claggi Brues, 1936 c g
- Megaselia clara (Schmitz, 1921) i c g
- Megaselia claricornis Colyer, 1962 c g
- Megaselia claripennis Bridarolli, 1951 c g
- Megaselia claudia Borgmeier, 1967 c g
- Megaselia clavipedella Brues, 1936 c g
- Megaselia clementsi Disney, 1978 c g
- Megaselia clemonsi Disney, 1984 c g
- Megaselia coacta (Lundbeck, 1920) c g
- Megaselia coaetanea Schmitz, 1929 c g
- Megaselia coalescens Borgmeier, 1962 c g
- Megaselia coarctipennis Borgmeier, 1962 c g
- Megaselia coccyx Schmitz, 1965 i c g
- Megaselia cochlophila Borgmeier, 1967 c g
- Megaselia coei Schmitz, 1938 c g
- Megaselia cognoscibilis Beyer, 1958 c g
- Megaselia collini (Wood, 1909) c g
- Megaselia colyeri (Beyer, 1966) c g
- Megaselia comfurcula Beyer, 1965 c g
- Megaselia communiformis (Schmitz, 1918) c g
- Megaselia communis Borgmeier, 1962 c g
- Megaselia comorosensis Disney, 2005 c g
- Megaselia comosa (Santos Abreu, 1921) c g
- Megaselia compacta Schmitz, 1940 c g
- Megaselia compacticeps Borgmeier, 1964 c g
- Megaselia compactipes Borgmeier, 1964 i g
- Megaselia compar Beyer, 1958 c g
- Megaselia comparabilis Bridarolli, 1951 c g
- Megaselia compressa Borgmeier, 1966 i c g
- Megaselia concava (Borgmeier, 1925) c g
- Megaselia confirmata Borgmeier, 1962 c g
- Megaselia conflugens Borgmeier, 1964 c g
- Megaselia conformipar Schmitz, 1958 c g
- Megaselia conformis (Wood, 1909) c g
- Megaselia confortata Schmitz, 1929 c g
- Megaselia conglomerata (Malloch, 1912) i c g
- Megaselia congrex Beyer, 1965 c g
- Megaselia congrua Schmitz, 1926 c g
- Megaselia conifera Borgmeier, 1967 c g
- Megaselia connexa Borgmeier, 1962 c g
- Megaselia consetigera (Schmitz, 1925) c g
- Megaselia consimilis (Lundbeck, 1920) c g
- Megaselia consobrina Beyer, 1958 c g
- Megaselia conspicua Brues, 1936 c g
- Megaselia conspicualis (Malloch, 1912) i c g
- Megaselia constricta Colyer, 1962 c g
- Megaselia constrictior Schmitz, 1929 c g
- Megaselia consueta (Collin, 1912) c g
- Megaselia continuata Bridarolli, 1951 c g
- Megaselia copalina (Meunier, 1905) c g
- Megaselia copiosa Borgmeier, 1967 c g
- Megaselia cordobensis (Malloch, 1912) c g
- Megaselia corkerae Disney, 1981 c g
- Megaselia cornipalpis  g
- Megaselia correlata (Schmitz, 1918) g
- Megaselia costalis (Roser, 1840) c g
- Megaselia costella Beyer, 1965 i c g
- Megaselia costipennis Brues, 1936 c g
- Megaselia cothurnata (Schmitz, 1919) c g
- Megaselia coulsoni Disney, 1987 c g
- Megaselia crassicosta (Strobl, 1892) c g
- Megaselia crassicostata Beyer, 1965 c g
- Megaselia crassilla Schmitz, 1926 c g
- Megaselia crassimana (Brues, 1905) c g
- Megaselia crassipes (Wood, 1909) i c g
- Megaselia crassirostris Borgmeier, 1962 c g
- Megaselia crassitarsalis Borgmeier, 1931 c g
- Megaselia crassivenia Schmitz, 1927 c g
- Megaselia creasoni  g
- Megaselia crellini Disney, 2011
- Megaselia crepidata Borgmeier, 1964 i c g
- Megaselia cribella Borgmeier, 1964 i c g
- Megaselia crinellicosta (Enderlein, 1912) c g
- Megaselia crinellifemur Borgmeier, 1969 c g
- Megaselia crinifrons Borgmeier, 1966 i c g
- Megaselia criniloba Beyer, 1966 c g
- Megaselia crinipyga Borgmeier, 1969 c g
- Megaselia crinita Schmitz, 1939 c g
- Megaselia criniticauda Colyer, 1962 c g
- Megaselia criniventris Borgmeier, 1958 c g
- Megaselia cristicincta Beyer, 1965 c g
- Megaselia crocea Borgmeier, 1967 c g
- Megaselia croceifascia Borgmeier, 1962 c g
- Megaselia croceiventris Borgmeier, 1971 c g
- Megaselia crocicornis Borgmeier, 1962 c g
- Megaselia croeciclava Borgmeier, 1964 i c g
- Megaselia crosskeyi Beyer, 1965 c g
- Megaselia ctenophora Beyer, 1965 c g
- Megaselia cuneata Borgmeier, 1962 i c g
- Megaselia curtibarba Beyer, 1964 i c g
- Megaselia curticauda Borgmeier, 1967 c g
- Megaselia curticiliata Borgmeier, 1967 c g
- Megaselia curticosta Borgmeier, 1966 i c g
- Megaselia curtifrons (Brues, 1915) c g
- Megaselia curtineura (Brues, 1909) c g
- Megaselia curtinoides Disney, 1991 c g
- Megaselia curtispinosa Disney, 1991 c g
- Megaselia curtissima Beyer, 1967 c g
- Megaselia curva (Brues, 1911) c g
- Megaselia curvata Bridarolli, 1951 c g
- Megaselia curvicapilla Schmitz, 1947 c g
- Megaselia curvitibia Beyer, 1965 c g
- Megaselia curvivenia Schmitz, 1928 c g
- Megaselia cybele Borgmeier, 1962 c g

### D
- Megaselia daemon Bridarolli, 1951 c g
- Megaselia dahli (Becker, 1901) c g
- Megaselia damasi Disney, 1985 c g
- Megaselia daphne Borgmeier, 1962 c g
- Megaselia darlingtonae Disney, 1995 c g
- Megaselia dawahi Disney, 2006 c g
- Megaselia debilis (Brues, 1905) c g
- Megaselia debilitata Brues, 1936 c g
- Megaselia deceptrix Beyer, 1966 c g
- Megaselia decipiens (Meijere, 1910) c g
- Megaselia decora Robinson, 1978 i c g
- Megaselia decussata Borgmeier, 1966 i c g
- Megaselia defecta Borgmeier, 1969 c g
- Megaselia defibaughorum  g
- Megaselia deficiens Borgmeier, 1962 c g
- Megaselia definita Borgmeier, 1969 c g
- Megaselia deflexilinea Beyer, 1958 c g
- Megaselia delicatula (Brues, 1905) c g
- Megaselia deltofemoralis Disney, 2011 g
- Megaselia deltoides Borgmeier, 1964 i c g
- Megaselia deltomera (Schmitz, 1924) c g
- Megaselia deltomima Borgmeier, 1964 i c g
- Megaselia deningi Disney, 1981 c g
- Megaselia dennerti Disney & Beyer, 2005 c g
- Megaselia densa Bridarolli, 1951 c g
- Megaselia densior Schmitz, 1927 c g
- Megaselia dentata Disney, 1991 c g
- Megaselia depililobulus Disney & Durska, 2011
- Megaselia deprivata Borgmeier, 1969 c g
- Megaselia destituta Beyer, 1965 c g
- Megaselia destructor (Malloch, 1915) c g
- Megaselia deuteromegas Borgmeier, 1969 c g
- Megaselia devia Schmitz, 1936 c g
- Megaselia dewittei Beyer, 1965 c g
- Megaselia dewittensis Disney, 2003 c g
- Megaselia dewulfi Bridarolli, 1951 c g
- Megaselia diana Borgmeier, 1951 c g
- Megaselia dichroma Beyer, 1958 c g
- Megaselia dickoni Wakeford, 1994 c g
- Megaselia differens Schmitz, 1948 c g
- Megaselia difficilis (Malloch, 1912) i c g
- Megaselia digitalis Schmitz, 1957 c g
- Megaselia digiturgida Disney, 2008 c g
- Megaselia digressa Brues, 1936 c g
- Megaselia dilatata (Brues, 1919) i c g
- Megaselia dilatimana Disney, 2006 c g
- Megaselia dimidata Brues, 1936 c g
- Megaselia dimidia Schmitz, 1926 c g
- Megaselia diminuta Borgmeier, 1962 c g
- Megaselia dimorphica Disney, 1997 c g
- Megaselia dinacantha Borgmeier, 1967 c g
- Megaselia dinda Borgmeier, 1962 c g
- Megaselia diplochaeta Borgmeier, 1969 c g
- Megaselia diplothrix Borgmeier, 1964 i c g
- Megaselia dipsacosa Smith, 1977 g
- Megaselia directa Brues, 1936 c g
- Megaselia discolor Beyer, 1958 c g
- Megaselia discrepans Borgmeier, 1971 c g
- Megaselia discreta (Wood, 1909) c g
- Megaselia disiuncta Borgmeier, 1958 c g
- Megaselia disneyella Brenner, 2006 c g
- Megaselia disparifemur Borgmeier, 1962 c g
- Megaselia disparipennis Borgmeier, 1962 c g
- Megaselia dispariseta Borgmeier, 1962 c g
- Megaselia dispariterga Borgmeier, 1971 c g
- Megaselia dissita Borgmeier, 1967 c g
- Megaselia divergens (Malloch, 1912) i c g
- Megaselia diversa (Wood, 1909) c g
- Megaselia dolichoptera Bridarolli, 1937 c g
- Megaselia donahuei  g
- Megaselia doryphora Schmitz, 1957 c g
- Megaselia drakei Disney, 1984 c g
- Megaselia dreisbachi Borgmeier, 1964 i c g
- Megaselia dubitalis (Wood, 1908) c g
- Megaselia dubitata (Malloch, 1912) i c g
- Megaselia dupliciseta Bridarolli, 1937 c g
- Megaselia durskae Disney, 1989 c g

### E
- Megaselia ebejeri Disney, 2006 c g
- Megaselia eccoptomera Schmitz, 1927 i c g
- Megaselia ectopia Borgmeier, 1964 i c g
- Megaselia edenensis Disney, 2008 c g
- Megaselia egena (Collin, 1912) c g
- Megaselia eisfelderae Schmitz, 1948 i c g
- Megaselia ejazii Khameneh, Khaghaninia, Disney & Maleki-Ravasan, 2019[6]
- Megaselia elegantula Borgmeier, 1969 c g
- Megaselia eleuthera Borgmeier, 1964 i c g
- Megaselia elongata (Wood, 1914) c g
- Megaselia emarginata (Wood, 1908) c g
- Megaselia eminens Schmitz, 1953 c g
- Megaselia enderleini (Brues, 1912) c g
- Megaselia epanquadrata Disney, 2004 c g
- Megaselia equisecta Brues, 1936 c g
- Megaselia erecta (Wood, 1910) i c g
- Megaselia errata (Wood, 1912) c g
- Megaselia ethiopia (Meunier, 1905) c g
- Megaselia eupygis Schmitz, 1929 c g
- Megaselia euryprocta Schmitz, 1957 c g
- Megaselia evaginata Beyer, 1965 c g
- Megaselia evogliensis Khameneh, Khaghaninia, Disney & Maleki-Ravasan, 2019[6]
- Megaselia evoluta Bridarolli, 1951 c g
- Megaselia exaltata (Malloch, 1914) c g
- Megaselia exangulata Schmitz, 1947 c g
- Megaselia exarcuata Schmitz, 1927 c g
- Megaselia excavata Schmitz, 1927 c g
- Megaselia excisa Beyer, 1966 c g
- Megaselia excisoides Beyer, 1966 c g
- Megaselia excorticata Disney, 2009
- Megaselia exiens Borgmeier, 1971 c g
- Megaselia exkaleybar Khameneh, Khaghaninia, Disney & Maleki-Ravasan, 2019[6]
- Megaselia exquisita Borgmeier, 1962 c g
- Megaselia exsecta Schmitz, 1957 c g
- Megaselia exsertacosta Disney, 1995 c g
- Megaselia extans (Collin, 1912) c g
- Megaselia extensicosta Borgmeier, 1967 c g
- Megaselia extensifrons Brues, 1936 c g
- Megaselia exuberans Borgmeier, 1967 c g

### F
- Megaselia falciphalli Disney, 2003 c g
- Megaselia falklandensis Disney, 1989 c g
- Megaselia fallobreviseta Disney, 2011
- Megaselia falloconsueta Disney, 2006 c g
- Megaselia falsoluta Disney, 2006 c g
- Megaselia falsum Disney, 2019[10]
- Megaselia farshbafi Khameneh, Khaghaninia, Disney & Maleki-Ravasan, 2019[6]
- Megaselia fasciiventris (Enderlein, 1912) c g
- Megaselia fasciventris (Becker, 1914) c g
- Megaselia fastigiicola Beyer, 1959 c g
- Megaselia fausta Borgmeier, 1969 c g
- Megaselia femoralis (Enderlein, 1912) i c g
- Megaselia fenestralis (Schmitz, 1919)
- Megaselia fenestrata (Malloch, 1912) i c g
- Megaselia fennicola (Beyer, 1958)
- Megaselia ferimpariseta Disney, 2003 c g
- Megaselia feronia Schmitz, 1934 c g
- Megaselia ferruginosa (Brues, 1912) c g
- Megaselia feshiensis Disney, 1987 c g
- Megaselia ficaria Disney, 1991 c g
- Megaselia filamentosa Schmitz, 1958 c g
- Megaselia filiciarboris Disney, 2003 c g
- Megaselia fimbriata Borgmeier, 1962 c g
- Megaselia finitima Beyer, 1965 c g
- Megaselia fisheri (Malloch, 1912) i c g[11]
- Megaselia flammula Schmitz, 1928 c g
- Megaselia flava (Fallen, 1823) i c g
- Megaselia flavescens (Wood, 1909) c g
- Megaselia flavibasis Beyer, 1958 c g
- Megaselia flavicans Schmitz, 1935 c g
- Megaselia flavicoxa (Zetterstedt, 1848) c g
- Megaselia flavidula Beyer, 1958 c g
- Megaselia flavifacies (Brunetti, 1912) c g
- Megaselia flavifacioides (Senior-White, 1922) c g
- Megaselia flavifrons Beyer, 1958 c g
- Megaselia flavipes Borgmeier, 1962 c g
- Megaselia flaviscutellata Beyer, 1960 c g
- Megaselia flavistola Borgmeier, 1967 c g
- Megaselia flaviventris (Santos Abreu, 1921) c g
- Megaselia flavohalterata (Enderlein, 1912) c g
- Megaselia flavopleura (Malloch, 1914) c g
- Megaselia flexivena Borgmeier, 1971 c g
- Megaselia floccicauda Disney, 2006 c g
- Megaselia floricola Borgmeier, 1967 c g
- Megaselia foederalis Borgmeier, 1962 c g
- Megaselia fomitopsis Naumov, 1992 c g
- Megaselia formosana (Brues, 1924) c g
- Megaselia forntinervis Schmitz, 1926 g
- Megaselia forticosta Beyer, 1958 c g
- Megaselia fortinervis Schmitz, 1926 c g
- Megaselia fortipes Borgmeier, 1967 c g
- Megaselia fortirostris Borgmeier, 1969 c g
- Megaselia fortiuscula (Brues, 1915) c g
- Megaselia frameata Schmitz, 1927 c g
- Megaselia francoae  g
- Megaselia franconiensis (Malloch, 1912) i c g
- Megaselia fratercula (Santos Abreu, 1921) c g
- Megaselia fraudulatrix Beyer, 1958 c g
- Megaselia frontalis (Wood, 1909) c g
- Megaselia frontata (Collin, 1912) c g
- Megaselia frontella Beyer, 1966 c g
- Megaselia fujiokai  g
- Megaselia fulminifacies Beyer, 1965 c g
- Megaselia fulvicauda Brues, 1936 c g
- Megaselia fulviobscura (Santos Abreu, 1921) c g
- Megaselia fulvipalpis (Santos Abreu, 1921) c g
- Megaselia fumata (Malloch, 1909) c g
- Megaselia fumipennis (Brues, 1907) c g
- Megaselia funeralis Schmitz, 1928 c g
- Megaselia funesta Schmitz, 1935
- Megaselia fungicola (Coquillett, 1895) i c g
- Megaselia fungivora (Wood, 1909) i c g
- Megaselia furcatilis Beyer, 1964 i c g
- Megaselia furcatipennis Schmitz, 1934 c g
- Megaselia furcella (Enderlein, 1912) c g
- Megaselia furcellans Beyer, 1966 c g
- Megaselia furcilla Schmitz, 1957 g
- Megaselia furcipriva Borgmeier, 1963 c g
- Megaselia furculae Disney, 2006 c g
- Megaselia furtiva (Aldrich, 1896) c g
- Megaselia furukawae Disney, 1989 c g
- Megaselia furva Schmitz, 1929 c g
- Megaselia furvicolor Beyer, 1959 c g
- Megaselia fusca (Wood, 1909) c g
- Megaselia fuscamplicosta Disney, 2006 c g
- Megaselia fusciclava Schmitz, 1935 c g
- Megaselia fuscilobulorum Disney in Disney, Kurina, Tedersoo & Cakpo, 2013[9]
- Megaselia fuscinervis (Wood, 1908) c g
- Megaselia fuscinula (Schmitz, 1926) c g
- Megaselia fuscipalpis (Lundbeck, 1920) c g
- Megaselia fuscipleura Borgmeier, 1962 c g
- Megaselia fuscivertex (Enderlein, 1912) c g
- Megaselia fuscoides Schmitz, 1934 c g
- Megaselia fuscomaculata Borgmeier, 1958 c g
- Megaselia fuscopleuralis Schmitz, 1929 c g
- Megaselia fuscovariana Schmitz, 1933 c g
- Megaselia fuscula Borgmeier, 1962 c g
- Megaselia fusipalpis Borgmeier, 1966 i c g

### G
- Megaselia gallagheri Disney, 2006 c g
- Megaselia galogensis Brues, 1936 c g
- Megaselia gargarans Schmitz, 1948 c g
- Megaselia gartensis Disney, 1985 i c g
- Megaselia gemella Borgmeier, 1962 c g
- Megaselia gemellima Beyer, 1965 c g
- Megaselia genuina (Strobl, 1894) c g
- Megaselia georgiae Borgmeier, 1964 i c g
- Megaselia gerdakahlerae Disney & Bøggild, 2019[7]
- Megaselia gerlachi Disney, 2005 c g
- Megaselia ghalateshahensis Khameneh, Khaghaninia, Disney & Maleki-Ravasan, 2019[6]
- Megaselia gigantea Brenner, 2004 c g
- Megaselia gilvivitta Beyer, 1965 c g
- Megaselia giraudii (Egger, 1862) i
- Megaselia glabrifrons (Wood, 1909) i c g
- Megaselia glabrimargo Buck & Disney, 2001 c g
- Megaselia glandularis Borgmeier, 1958 c g
- Megaselia globicornis Schmitz, 1948 c g
- Megaselia globipyga Borgmeier, 1966 i c g b
- Megaselia globulosa Beyer, 1965 c g
- Megaselia gloriosa Borgmeier, 1958 c g
- Megaselia goidanichi Schmitz, 1927 c g
- Megaselia gombakensis Disney, 1993 c g
- Megaselia goniata Borgmeier, 1964 i c g
- Megaselia gotoi Disney, 1989 c g
- Megaselia gouteuxi Disney, 2004 c g
- Megaselia gracilipalpis Borgmeier, 1969 c g
- Megaselia gracilipes Borgmeier, 1964 i c g
- Megaselia gradualis Borgmeier, 1971 c g
- Megaselia grandantennata Beyer, 1966 c g
- Megaselia grandicosta Borgmeier, 1958 c g
- Megaselia grandifurca Borgmeier, 1958 c g
- Megaselia grandipennis Borgmeier, 1967 c g
- Megaselia grandlabella Disney, 2003 c g
- Megaselia gratiosa Schmitz, 1939 c g
- Megaselia gravis Borgmeier, 1964 i c g
- Megaselia gregaria (Wood, 1910) c g
- Megaselia gressitti Beyer, 1967 c g
- Megaselia grisaria Schmitz, 1933 c g
- Megaselia griseifrons (Lundbeck, 1920) c g
- Megaselia griseipennis (Santos Abreu, 1921) c g
- Megaselia groenlandica (Lundbeck, 1901) i c g
- Megaselia guentermuelleri Mostovski, 2015[12]

### H
- Megaselia haddadi Khameneh, Khaghaninia, Disney & Maleki-Ravasan, 2019[6]
- Megaselia halterata (Wood, 1910) i c g
- Megaselia hamaticauda Borgmeier, 1969 c g
- Megaselia hanseni Disney, 2006 c g
- Megaselia hapalogaster Borgmeier, 1971 c g
- Megaselia haraldlundi Disney, 1995 c g
- Megaselia haranti Delage & Lauraire, 1970 g
- Megaselia hardingorum  g
- Megaselia harteni Disney, 1991 c g
- Megaselia hartfordensis Disney, 1983 c g
- Megaselia hauclaudia Disney, 2003 c g
- Megaselia hayleyensis Disney, 1987 c g
- Megaselia hebblewhitei Disney, 2003 c g
- Megaselia hebetifrons Beyer, 1959 c g
- Megaselia hectochaeta Schmitz & Beyer, 1965 c g
- Megaselia heini  g
- Megaselia helleorumae Disney & Bøggild, 2019[7]
- Megaselia hemicyclia Beyer, 1965 c g
- Megaselia hendersoni Disney, 1979 c g
- Megaselia henrydisneyi Durska, 1998 c g
- Megaselia hentschkeae  g
- Megaselia hepworthae Disney, 1981 c g
- Megaselia hesperia Borgmeier, 1966 i c g
- Megaselia heterochaeta Beyer, 1966 c g
- Megaselia heterodactyla Beyer, 1964 i c g
- Megaselia hexacantha Borgmeier, 1971 c g
- Megaselia hexachaeta Borgmeier, 1962 c g
- Megaselia hexamegas Borgmeier, 1962 c g
- Megaselia hexanophila Buck & Disney, 2001 c g
- Megaselia hibernans Schmitz, 1934 c g
- Megaselia hibernica Schmitz, 1938 c g
- Megaselia hilaris Schmitz, 1927 c g
- Megaselia hirsuta (Wood, 1910) c g
- Megaselia hirticaudata (Wood, 1910) c g
- Megaselia hirticrus (Schmitz, 1918) c g
- Megaselia hirtitarsalis Beyer, 1966 c g
- Megaselia hirtiventris (Wood, 1909) c g
- Megaselia hispida Borgmeier, 1966 i c g
- Megaselia hoffmanorum  g
- Megaselia hoggorum  g
- Megaselia hoguei  g
- Megaselia holosericei Disney & Brown, 2003 c g
- Megaselia horsfieldi Disney, 1986 c g
- Megaselia hortensis (Wood, 1909) c g
- Megaselia horticola Borgmeier, 1962 c g
- Megaselia huachuca Borgmeier, 1966 i c g
- Megaselia humeralis (Zetterstedt, 1836) i c g
- Megaselia humida Disney, 1991 c g
- Megaselia hyalipennis (Wood, 1912) c g
- Megaselia hybrida Schmitz, 1939 c g
- Megaselia hypochaeta Borgmeier, 1969 c g
- Megaselia hypochondrica Borgmeier, 1966 i c g
- Megaselia hypopygialis (Lundbeck, 1920) c g

### I
- Megaselia iberiensis Disney, 1999 c g
- Megaselia ignicornis Borgmeier, 1962 c g
- Megaselia ignobilis (Schmitz, 1919) c g
- Megaselia ilca Borgmeier, 1964 i c g
- Megaselia imbricata Borgmeier, 1961 c g
- Megaselia imitatrix Borgmeier, 1969 c g
- Megaselia immaculipes (Enderlein, 1912) c g
- Megaselia immodensior Buck & Disney, 2001 c g
- Megaselia immodesta Beyer, 1965 c g
- Megaselia impariseta Bridarolli, 1937 c g
- Megaselia imperfecta Borgmeier, 1967 c g
- Megaselia impinguata Schmitz, 1935 c g
- Megaselia impressa Borgmeier, 1962 c g
- Megaselia inaequalis (Brunetti, 1912) c g
- Megaselia incarum (Brues, 1915) c g
- Megaselia incisa (Malloch, 1912) c g
- Megaselia inclinata Borgmeier, 1971 c g
- Megaselia incompleta Brues, 1936 c g
- Megaselia incompressa Beyer, 1965 c g
- Megaselia incongruens Schmitz, 1940 c g
- Megaselia inconspicua Borgmeier, 1967 c g
- Megaselia incontaminata (Schmitz, 1926) c g
- Megaselia incostans (Santos Abreu, 1921) c g
- Megaselia incrassata (Schmitz, 1920) i c g
- Megaselia incrassaticosta Bridarolli, 1951 c g
- Megaselia indifferens (Lundbeck, 1920) c g
- Megaselia indigesta (Schmitz, 1920) c g
- Megaselia indistincta De Meijere, 1929 g
- Megaselia inflaticornis Brues, 1936 c g
- Megaselia inflatipes Brues, 1936 c g
- Megaselia infracta Beyer, 1965 c g
- Megaselia infraposita (Wood, 1909) c g
- Megaselia infumata (Malloch, 1912) i c g
- Megaselia innocens (Collin, 1912) c g
- Megaselia innotata Beyer, 1958 c g
- Megaselia inornata (Malloch, 1912) i c g
- Megaselia inquinata Schmitz, 1953 c g
- Megaselia insecta Schmitz, 1953
- Megaselia insignicauda Disney, 2008 c g
- Megaselia insolens Beyer, 1965 c g
- Megaselia insons (Lundbeck, 1920) c g
- Megaselia integra Borgmeier, 1964 i c g
- Megaselia intercedens Beyer, 1965 c g
- Megaselia intercostata (Lundbeck, 1921) c g
- Megaselia intergeriva Schmitz, 1948 c g
- Megaselia intermedia Santos Abreu, 1921 g
- Megaselia intersecta Schmitz, 1935 c g
- Megaselia intonsa Schmitz, 1948 c g
- Megaselia introlapsa Schmitz, 1937 c g
- Megaselia invenusta (Collin, 1912) c g
- Megaselia invernessae Disney, 1988 c g
- Megaselia involuta (Wood, 1910) c g
- Megaselia irene Borgmeier, 1962 c g
- Megaselia iroquoiana (Malloch, 1912) i c g
- Megaselia irregularis Beyer, 1958 c g
- Megaselia irwini Disney, 1979 c g
- Megaselia isaacmajorum  g
- Megaselia isis Borgmeier, 1962 c g
- Megaselia ismayi Disney, 1978 c g
- Megaselia ivanis Garcia-Romera g

### J-K
- Megaselia jameslamonti Disney, 1995 c g
- Megaselia jani Disney, 2012
- Megaselia jheringi (Borgmeier, 1923) c g
- Megaselia joannae Disney, 1998 c g
- Megaselia jochiana Schmitz, 1957 c g
- Megaselia johnsoni (Brues, 1916) i c g
- Megaselia jonasseni Disney & Bøggild, 2019[7]
- Megaselia jorgensis Disney, 1991 c g
- Megaselia juli (Brues, 1908) i c g
- Megaselia juxtaplantata Borgmeier, 1962 c g
- Megaselia juxtaposita Borgmeier, 1962 c g
- Megaselia kaleybarensis Khameneh, Khaghaninia, Disney & Maleki-Ravasan, 2019[6]
- Megaselia kanekoi Disney, 1989 c g
- Megaselia kanoi Disney, 1989 c g
- Megaselia keiseri Beyer, 1965 c g
- Megaselia kelleri  g
- Megaselia khaghaniniai Namaki & Disney, 2019[6]
- Megaselia khoyensis Khameneh, Khaghaninia, Disney & Maleki-Ravasan, 2019[6]
- Megaselia killarneyensis Disney, 1988 c g
- Megaselia kodongi Disney, 1986 c g
- Megaselia kofferi Schmitz i g
- Megaselia kolana Schmitz, 1928 c g
- Megaselia konnovi Michailovskaya, 2003 c g
- Megaselia kovaci Disney, 1991 c g
- Megaselia kozlovi Disney, 2013 g
- Megaselia krizelji Delage & Lauraire, 1970 g
- Megaselia kuenburgi Schmitz, 1938 c g
- Megaselia kurahashii Disney, 1985 c g
- Megaselia kurinai Disney in Disney, Kurina, Tedersoo & Cakpo, 2013[9]

### L
- Megaselia labellaspinata Buck & Disney, 2001 c g
- Megaselia labellata Borgmeier, 1962 c g
- Megaselia labellifera Borgmeier, 1969 c g
- Megaselia labialis Brues, 1936 c g
- Megaselia labiata Borgmeier, 1967 c g[13]
- Megaselia labiella Beyer, 1965 c g
- Megaselia labrosa Borgmeier, 1963 c g
- Megaselia lactipennis (Lundbeck, 1920) c g
- Megaselia lacunitarsalis  g
- Megaselia lacustris Borgmeier, 1966 i c g
- Megaselia laeta (Lundbeck, 1920) c g
- Megaselia laeviceps Schmitz, 1948 c g
- Megaselia laevigata Borgmeier, 1971 c g
- Megaselia laevigoides Borgmeier, 1971 c g
- Megaselia laevubrevis Disney, 2003 c g
- Megaselia laffooni Robinson, 1978 i c g
- Megaselia lalunensis Brues, 1936 c g
- Megaselia lamellicauda Borgmeier, 1966 i c g
- Megaselia lanata Robinson, 1981 i c g
- Megaselia lanceata Borgmeier, 1962 i c g
- Megaselia lanceolata (Brues, 1924) c g
- Megaselia languescens (Schmitz, 1924) c g
- Megaselia lapponica Schmitz, 1928 c g
- Megaselia largifrontalis Schmitz, 1939 c g
- Megaselia larvivora Disney in Stoepler & Disney, 2013[14]
- Megaselia lata (Wood, 1910) c g
- Megaselia latangula Borgmeier, 1962 c g
- Megaselia lateicauda (Borgmeier, 1925) i g
- Megaselia lateralis Schmitz, 1926 c g
- Megaselia latericia Schmitz, 1935 c g
- Megaselia latibasis Borgmeier, 1964 i c g
- Megaselia laticosta Schmitz, 1938 c g
- Megaselia laticrus Schmitz, 1927 c g
- Megaselia latifasciata (Brunetti, 1912) c g
- Megaselia latifemorata (Becker, 1901) c g
- Megaselia latifrons (Wood, 1910) c g
- Megaselia latifurca Borgmeier, 1967 c g
- Megaselia latimanus (Malloch, 1914) c
- Megaselia latinervis (Collin, 1912) c g
- Megaselia latior Schmitz, 1936 c g
- Megaselia latipalpis (Schmitz, 1921) c g
- Megaselia latipennis Borgmeier, 1966 i c g
- Megaselia latipes Borgmeier, 1933 c g
- Megaselia latirostris Borgmeier, 1962 c g
- Megaselia latitarsus Beyer, 1958 c g
- Megaselia lavoursensis Disney, 2011 g
- Megaselia laxa Borgmeier, 1967 c g
- Megaselia ledzona Khameneh, Khaghaninia, Disney & Maleki-Ravasan, 2019[6]
- Megaselia legrandi Disney & Bøggild, 2019[7]
- Megaselia leleupi Beyer, 1960 c g
- Megaselia lenis Borgmeier, 1962 c g
- Megaselia leptacina Borgmeier, 1969 c g
- Megaselia leptofemur Disney, 2007 c g
- Megaselia leucopleuralis Disney, 2006 c g
- Megaselia leucozona Schmitz, 1930 c g
- Megaselia levifrons Borgmeier, 1962 c g
- Megaselia lilliput Beyer, 1959 c g
- Megaselia limburgensis (Schmitz, 1918) b
- Megaselia limpachensis Rondani, 1856 g
- Megaselia lindbergi Beyer, 1959 c g
- Megaselia lindneri Beyer, 1959 c g
- Megaselia lineata Borgmeier, 1971 c g
- Megaselia lineatipes Borgmeier, 1967 c g
- Megaselia linoensis Brues, 1936 c g
- Megaselia littoralis (Malloch, 1914) c g
- Megaselia llanquihuea Schmitz, 1929 c g
- Megaselia lobatafurcae Disney, 2009
- Megaselia lombardorum  g
- Megaselia loneviolaae Disney & Bøggild, 2019[7]
- Megaselia longianalis Garcia-Romera g
- Megaselia longibarba Beyer, 1964 i c g
- Megaselia longicauda Bridarolli, 1951 c g
- Megaselia longiciliata (Strobl, 1899) c g
- Megaselia longicostalis (Wood, 1912) c g
- Megaselia longifurca Lundbeck, 1921
- Megaselia longinqua Bridarolli, 1937 c g
- Megaselia longipalpis (Wood, 1910) c g
- Megaselia longipennis (Malloch, 1912) i c g
- Megaselia longiseta (Wood, 1909) c g
- Megaselia longispina (Silva Figueroa, 1916) c g
- Megaselia longistyla Brenner, 2004 c g
- Megaselia longula Borgmeier, 1962 c g
- Megaselia lucida Bridarolli, 1937 c g
- Megaselia lucifrons (Schmitz, 1918) c g
- Megaselia lucipleura Borgmeier, 1962 c g
- Megaselia luctuosa (Santos Abreu, 1921) c g
- Megaselia luederwaldti (Enderlein, 1912) c g
- Megaselia lugens Borgmeier, 1962 c g
- Megaselia luisieri Schmitz, 1939 c g
- Megaselia luminifrons (Schmitz, 1926) c g
- Megaselia luminosa Schmitz, 1952 c g
- Megaselia lunaris Borgmeier, 1961 c g
- Megaselia lutea (Meigen, 1830) i c g
- Megaselia luteicauda (Borgmeier, 1925) c g
- Megaselia luteiclava Borgmeier, 1967 c g
- Megaselia luteicoxa Borgmeier, 1962 c g
- Megaselia luteifasciata (Borgmeier, 1925) c g
- Megaselia luteipes (Schmitz, 1918) c g
- Megaselia luteiventris Borgmeier, 1971 c g
- Megaselia lutella Schmitz, 1929 c g
- Megaselia luteoides Schmitz, 1926 c g
- Megaselia lutescens (Wood, 1910) c g

### M
- Megaselia macrochaeta (Malloch, 1912) c g
- Megaselia maculafemoralis Disney, 2008 c g
- Megaselia maculiapex Borgmeier, 1935 c g
- Megaselia maculifera Beyer, 1965 c g
- Megaselia maculipennis Brues, 1936 c g
- Megaselia maculithorax Borgmeier, 1971 c g
- Megaselia madeiraensis Disney, 2007 c g
- Megaselia magignobilis Disney, 2010
- Megaselia magna Beyer, 1959 c g
- Megaselia magnifica (Lundbeck, 1920) c g
- Megaselia mahabadensis Khameneh, Khaghaninia, Disney & Maleki-Ravasan, 2019[6]
- Megaselia mainitensis Brues, 1936 c g
- Megaselia major (Wood, 1912) c g
- Megaselia malaisei Beyer, 1958 c g
- Megaselia malayae Borgmeier, 1967 c g
- Megaselia malhamensis Disney, 1986 c g
- Megaselia mallochi (Wood, 1909) c g
- Megaselia malvinasensis Disney, 1989 c g
- Megaselia mammillata Borgmeier, 1959 c g
- Megaselia manca (Brues, 1907) c g
- Megaselia manicata (Wood, 1910) c g
- Megaselia manselli Disney, 1997 c g
- Megaselia mantuana Gori, 2005 c g
- Megaselia manualis (Malloch, 1912) c g
- Megaselia maranguensis Beyer, 1960 c g
- Megaselia marekdurskii Disney, 1998 c g
- Megaselia marekudurskii Disney, 1998 c g
- Megaselia marginalis (Malloch, 1912) i c g
- Megaselia marina Schmitz, 1937 c g
- Megaselia marklanei Disney, 2001 g
- Megaselia marquezi  g
- Megaselia martensi Disney, 1999 c g
- Megaselia masatierrana (Enderlein, 1938) c g
- Megaselia maura (Wood, 1910) c g
- Megaselia mcleani Disney, 1987 c g
- Megaselia meconicera (Speiser, 1925) i c g
- Megaselia media (Collin, 1912) c g
- Megaselia mediata Brues, 1936 c g
- Megaselia mediocris Borgmeier, 1967 c g
- Megaselia mediocristata Beyer, 1965 c g
- Megaselia mediterranea Schmitz, 1935 c g
- Megaselia megachaeta Borgmeier, 1971 c g
- Megaselia megaglossa Disney, 1982 c g
- Megaselia megasetigera Disney, 2003 c g
- Megaselia meigeni (Becker, 1901) c g
- Megaselia meijerei (Brues, 1915) c g
- Megaselia melanderi Borgmeier, 1964 i c g
- Megaselia melanocephala (Roser, 1840) c g
- Megaselia melanocholica Beyer, 1960 c g
- Megaselia melanostola Schmitz, 1942 c g
- Megaselia mellea Borgmeier, 1962 c g
- Megaselia mendax Borgmeier, 1962 c g
- Megaselia mera (Collin, 1912) c g
- Megaselia meracula (Brues, 1911) c g
- Megaselia meridiana Brenner, 2006 c g
- Megaselia meridionalis (Brues, 1907) c
- Megaselia meruensis Beyer, 1960 c g
- Megaselia mesochaeta Borgmeier, 1962 c g
- Megaselia metatarsalis Borgmeier, 1969 c g
- Megaselia metropolitanoensis Disney, 2001 c g
- Megaselia miandoabensis Khameneh, Khaghaninia, Disney & Maleki-Ravasan, 2019[6]
- Megaselia micantifrons Beyer, 1965 c g
- Megaselia michaelis (Schmitz, 1915) c g
- Megaselia michali Disney, 1998 c g
- Megaselia microcera Borgmeier, 1962 c g
- Megaselia microcurtineura Disney, 1991 c g
- Megaselia micronesiae Beyer, 1967 c g
- Megaselia miguelensis Disney, 2007 c g
- Megaselia mikejohnsoni  g
- Megaselia miki Schmitz, 1929 c g
- Megaselia mimica Borgmeier, 1962 c g
- Megaselia mimodensior Buck & Disney, 2001 c g
- Megaselia miniseta Disney, 1991 c g
- Megaselia minor (Zetterstedt, 1848) c g
- Megaselia minuta (Aldrich, 1892) i c g
- Megaselia minutior Borgmeier, 1966 i c g
- Megaselia minutussima (Brues, 1905) c g
- Megaselia miripyga Borgmeier, 1967 c g
- Megaselia miristigma Borgmeier, 1962 c g
- Megaselia mixta (Schmitz, 1918) c g
- Megaselia mixticolor Beyer, 1958 c g
- Megaselia moderata Borgmeier, 1967 c g
- Megaselia modesta (Brues, 1919) i c g
- Megaselia modica Beyer, 1965 c g
- Megaselia modificata Borgmeier, 1962 c g
- Megaselia moesta Borgmeier, 1962 c g
- Megaselia monochaeta Strobl, 1892 g
- Megaselia monochaetina Borgmeier, 1968 i c g
- Megaselia montana Schmitz, 1935 c g
- Megaselia monticola (Malloch, 1912) i c g
- Megaselia montseniensis Garcia-Romera g
- Megaselia morani Disney, 1982 c g
- Megaselia morella Borgmeier, 1967 c g
- Megaselia morena Borgmeier, 1962 c g
- Megaselia morosa Beyer, 1965 c g
- Megaselia mortenseni (Lundbeck, 1920) c g
- Megaselia morula Borgmeier, 1962 c g
- Megaselia mountfieldensis Disney, 2003 c g
- Megaselia mucronifera Borgmeier, 1967 c g
- Megaselia multispinulosa Disney, 2003 c g
- Megaselia multivesiculae Disney, 2006 c g
- Megaselia munita Borgmeier, 1962 c g
- Megaselia murakamii Disney, 1989 c g
- Megaselia mutata Brues, 1936 c g
- Megaselia mutica Borgmeier, 1962 c g
- Megaselia mutilata Borgmeier, 1969 c g

### N
- Megaselia naevia Borgmeier, 1962 c g
- Megaselia namakiae Khaghaninia & Disney, 2019[6]
- Megaselia nana (Brues, 1911) c g
- Megaselia nanilla Borgmeier, 1962 c g
- Megaselia nantucketensis  b
- Megaselia nasoni (Malloch, 1914)
- Megaselia natalicola Beyer, 1960 c g
- Megaselia nebulosa Bridarolli, 1951 c g
- Megaselia necmera Disney, 2006 c g
- Megaselia necrophaga (Enderlein, 1912) c g
- Megaselia necscabra Disney, 2008 c g
- Megaselia nectama Disney, 1991 c g
- Megaselia nectergata Disney, 1999 c g
- Megaselia nefeloptera Bridarolli, 1951 c g
- Megaselia neivai (Bridarolli, 1940) c g
- Megaselia nemorensis (Santos Abreu, 1921) c g
- Megaselia neocorynurae Gonzalez, Brown & Ospina, 2002 c g
- Megaselia nepenthina Schmitz, 1955 c g
- Megaselia nephelodes Borgmeier, 1962 c g
- Megaselia nepos Borgmeier, 1961 c g
- Megaselia nesiotica Borgmeier, 1967 c g
- Megaselia nestor Borgmeier, 1971 c g
- Megaselia nidanurae Disney, 1995 c g
- Megaselia nigella Beyer, 1960 c g
- Megaselia nigellifrons Borgmeier, 1967 c g
- Megaselia nigelloides Borgmeier, 1962 c g
- Megaselia nigra (Meigen, 1830) i c g
- Megaselia nigrescens (Wood, 1910) c g
- Megaselia nigribasis Beyer, 1966 c g
- Megaselia nigricauda Beyer, 1965 c g
- Megaselia nigricens (Wood, 1910) g
- Megaselia nigriceps (Loew, 1866) i c g
- Megaselia nigricia Disney & Durska, 2011
- Megaselia nigriclava (Strobl, 1909) c g
- Megaselia nigricornis Mikhailovskaya, 1991 c g
- Megaselia nigricorpus Beyer, 1959 c g
- Megaselia nigrifemorata (Santos Abreu, 1921) c g
- Megaselia nigripalpis (Lundbeck, 1920) c g
- Megaselia nigrita Borgmeier, 1962 c g
- Megaselia nigritula (Santos Abreu, 1921) c g
- Megaselia nigriventris Bridarolli, 1951 c g
- Megaselia nigrofascipes Borgmeier, 1962 c g
- Megaselia nitidifrons (Strobl, 1892) c g
- Megaselia nitidipennis Bridarolli, 1951 c g
- Megaselia nocturnalis Brues, 1936 c g
- Megaselia norica Schmitz, 1929 c g
- Megaselia notabilis Beyer, 1965 c g
- Megaselia notipennis Borgmeier, 1962 c g
- Megaselia nubila Colyer, 1952 c g
- Megaselia nubilifurca Borgmeier, 1967 c g
- Megaselia nubilipennis Schmitz, 1952 i c g
- Megaselia nudihalterata Disney, 2006 c g
- Megaselia nudilobulus Disney, 2003 c g
- Megaselia nudipalpis Borgmeier, 1962 c g
- Megaselia nudipleura (Beyer, 1958)
- Megaselia nussbaumi Disney, 2004 c g

### O
- Megaselia oblongifrons Schmitz, 1939 c g
- Megaselia obscura (Brues, 1904) c g
- Megaselia obscurata (Enderlein, 1912) c g
- Megaselia obscurella Borgmeier, 1962 c g
- Megaselia obscuricauda Beyer, 1966 c g
- Megaselia obscuripalpis Borgmeier, 1969 c g
- Megaselia obscuripennis (Wood, 1909) c g
- Megaselia obscuriterga Beyer, 1958 c g
- Megaselia obscuriventris Bridarolli, 1951 c g
- Megaselia ochracea (Brues, 1911) c g
- Megaselia ochreola Borgmeier, 1962 c g
- Megaselia ochripes Schmitz, 1953 c g
- Megaselia ocilferia Schmitz, 1939 c g
- Megaselia ocliferia Schmitz, 1939 g
- Megaselia offuscata (Schmitz, 1921) c g
- Megaselia okazakii Disney, 1989 c g
- Megaselia oligoseta Disney, 1987 c g
- Megaselia onis Mostovski & Disney, 2002 c g
- Megaselia opacicornis Schmitz, 1949 c g
- Megaselia orbata Borgmeier, 1967 c g
- Megaselia orestes Borgmeier, 1966 i c g
- Megaselia orgaoa Disney, 1991 c g
- Megaselia orientata (Malloch, 1912) c g
- Megaselia orthoneura Borgmeier, 1962 c g
- Megaselia ostravaensis Disney, 2008 c g
- Megaselia oviaraneae Disney, 1999 c g
- Megaselia oweni Disney, 1988 c g
- Megaselia oxboroughae  g
- Megaselia oxybelorum Schmitz, 1928 c g

### P
- Megaselia pabloi Brown, 1994 c g
- Megaselia pachydactyla Schmitz, 1953 c g
- Megaselia pagei Disney, 1987 c g
- Megaselia pagolacartei Disney, 2012
- Megaselia palaestinensis (Enderlein, 1933) c g
- Megaselia pallicornis (Brunetti, 1912) c g
- Megaselia pallidantennata Beyer, 1960 c g
- Megaselia pallidicauda Brues, 1936 c g
- Megaselia pallidifemur Borgmeier, 1962 c g
- Megaselia pallidipalpis Bridarolli, 1951 c g
- Megaselia pallidipennis Borgmeier, 1969 c g
- Megaselia pallidivena Borgmeier, 1967 c g
- Megaselia pallidizona (Lundbeck, 1920) c g
- Megaselia palmeni (Becker, 1901) c g
- Megaselia palmi Brenner, 2006 c g
- Megaselia palpata (Brues, 1919) i c g
- Megaselia palpella Beyer, 1967 c g
- Megaselia paludosa (Wood, 1908) c g
- Megaselia pamirica Naumov, 1979 c g
- Megaselia pangmaphae Disney, 2006 c g
- Megaselia papayae Borgmeier, 1966 i c g
- Megaselia papei Disney, 2006 c g
- Megaselia parabasiseta Bohart, 1947 c g
- Megaselia parachaeta Borgmeier, 1962 c g
- Megaselia paraensis Borgmeier, 1971 c g
- Megaselia paraprocta Borgmeier, 1964 i c g
- Megaselia parasitica (Malloch, 1915) c g
- Megaselia parastigmatica Borgmeier, 1962 c g
- Megaselia parhirticrus Disney & Bøggild, 2019[7]
- Megaselia paricostalis Schmitz, 1929 c g
- Megaselia parnassia Disney, 1986 c g
- Megaselia parspallida Disney, 2009
- Megaselia parumhirta Beyer, 1965 c g
- Megaselia paruminflata Beyer, 1958 c g
- Megaselia parumlevata Schmitz, 1936 c g
- Megaselia parva (Wood, 1909) c g
- Megaselia parviseta Borgmeier, 1969 c g
- Megaselia parvorata Disney, 1991 c g
- Megaselia parvula Schmitz, 1930 c g
- Megaselia patellata Beyer, 1966 c g
- Megaselia patellipes Brues, 1936 c g
- Megaselia patellipyga Borgmeier, 1967 c g
- Megaselia patula Schmitz, 1936 c g
- Megaselia pauculitincta Beyer, 1959 c g
- Megaselia paula Borgmeier, 1969 c g
- Megaselia paupera (Lundbeck, 1920) c g
- Megaselia paupercula Borgmeier, 1962 c g
- Megaselia pauxilla (Brues, 1907) c g
- Megaselia peckorum Disney, 2008 c g
- Megaselia pecten Brenner, 2006 c g
- Megaselia pectinifera Schmitz, 1926 c g
- Megaselia pectoraliformis Colyer, 1962 c g
- Megaselia pectoralis (Wood, 1910) c g
- Megaselia pectorella Schmitz, 1929 c g
- Megaselia pectunculata Schmitz, 1927 c g
- Megaselia pedalis Beyer, 1960 c g
- Megaselia pedatella (Schmitz, 1926) c g
- Megaselia pederseni Disney & Bøggild, 2019[7]
- Megaselia pedicellata (Brues, 1924) c g
- Megaselia penicillata (Borgmeier, 1925) c
- Megaselia peniculifera Beyer, 1965 c g
- Megaselia pentagonalifrons Beyer, 1965 c g
- Megaselia pentagonalis Bridarolli, 1951 c g
- Megaselia peraffinis Beyer, 1958 c g
- Megaselia percaeca Beyer, 1965 c g
- Megaselia perdistans (Schmitz, 1924) c g
- Megaselia perdita (Malloch, 1912) i c g
- Megaselia pereensis Khameneh, Khaghaninia, Disney & Maleki-Ravasan, 2019[6]
- Megaselia perfraea Schmitz, 1934 c g
- Megaselia perfusca Schmitz, 1935 c g
- Megaselia perichaeta Borgmeier, 1964 i c g
- Megaselia pernigra (Santos Abreu, 1921) c g
- Megaselia perplexa (Malloch, 1912) i c g
- Megaselia perspicua Borgmeier, 1969 c g
- Megaselia perspinosa Brues, 1936 c g
- Megaselia pertincta Beyer, 1958 c g
- Megaselia perumbrata Brues, 1936 c g
- Megaselia peruviana (Brues, 1905) c g
- Megaselia peterseni Disney, 1994 c g
- Megaselia petraea Schmitz, 1934 g
- Megaselia peyresquensis Delage, 1974 c g
- Megaselia phoebe Borgmeier, 1962 c g
- Megaselia phoenicura (Schmitz, 1926) c g
- Megaselia piccola Borgmeier, 1966 i c g
- Megaselia piceata Borgmeier, 1962 c g
- Megaselia picta (Lehmann, 1822) i c g
- Megaselia pictella Beyer, 1965 c g
- Megaselia picticolor Beyer, 1958 c g
- Megaselia picticornis Borgmeier, 1962 c g
- Megaselia pictoides Beyer, 1965 c g
- Megaselia pictorufa (Colyer, 1957)
- Megaselia piliclasper Borgmeier, 1971 c g
- Megaselia pilicrus Borgmeier, 1964 i c g
- Megaselia pilifemur (Lundbeck, 1921) c g
- Megaselia pilifera Brues, 1936 c g
- Megaselia pilifrons (Silva Figueroa, 1916) c g
- Megaselia pilipyga Borgmeier, 1964 i c g
- Megaselia piliventris Schmitz, 1937 c g
- Megaselia pilosella Beyer, 1965 c g
- Megaselia pirirostris Borgmeier, 1962 c g
- Megaselia pisanoi  g
- Megaselia plagiata Borgmeier, 1962 c g
- Megaselia planifrons (Brues, 1905) c g
- Megaselia planipes (Collin, 1912) c g
- Megaselia plaumanni Borgmeier, 1971 c g
- Megaselia plebeia (Malloch, 1914) i c g
- Megaselia pleuralis (Wood, 1909) i c g
- Megaselia pleurochaeta Borgmeier, 1969 c g
- Megaselia pleurofascia Borgmeier, 1962 c g
- Megaselia pleurota Disney, 1994 c g
- Megaselia plurispinulosa (Zetterstedt, 1860) c g
- Megaselia plutei Borgmeier, 1971 c g
- Megaselia polidorii Disney, 2006 c g
- Megaselia polita (Enderlein, 1912) c g
- Megaselia politiceps Borgmeier, 1967 c g
- Megaselia politifrons Brues, 1936 c g
- Megaselia pollex Schmitz, 1937 c g
- Megaselia polonica Disney & Durska, 1999 c g
- Megaselia polychaeta Borgmeier, 1967 c g
- Megaselia polyporicola Borgmeier, 1966 i c g
- Megaselia postcrinata Borgmeier, 1966 i c g
- Megaselia posticata (Strobl, 1898) c g
- Megaselia postorta Borgmeier, 1967 c g
- Megaselia prachavali Disney, 2006 c g
- Megaselia praeacuta (Schmitz, 1919) c g
- Megaselia praedafura Disney, 1997 c g
- Megaselia praefulgens Beyer, 1965 c g
- Megaselia praeminens Beyer, 1965 c g
- Megaselia pressicauda Borgmeier, 1964 i c g
- Megaselia pressifrons Schmitz, 1929 c g
- Megaselia pristina Borgmeier, 1962 c g
- Megaselia privata Borgmeier, 1967 c g
- Megaselia procera Borgmeier, 1966 i c g
- Megaselia proclinata Borgmeier, 1964 i c g
- Megaselia prodroma (Lundbeck, 1921) c g
- Megaselia producta (Schmitz, 1921) c g
- Megaselia prolixa Borgmeier, 1958 c g
- Megaselia prolixifurca Kung & Brown, 2004 c g
- Megaselia prolongata Schmitz, 1954 c g
- Megaselia propinqua (Wood, 1909) c g
- Megaselia propior Colyer, 1956 c g
- Megaselia prosthioxantha (Enderlein, 1912) c g
- Megaselia protarsalis Schmitz, 1927 c g
- Megaselia protarsella Beyer, 1965 c g
- Megaselia pruinosa (Malloch, 1914) c g
- Megaselia pruinosifrons Borgmeier, 1962 c g
- Megaselia pseudociliata (Strobl, 1910) c g
- Megaselia pseudogiraudii (Schmitz, 1920) c g
- Megaselia pseudomera Disney, 2006 c g
- Megaselia pseudopicta (Lundbeck, 1922) c g
- Megaselia pseudoscalaris (Senior-White, 1924) c g
- Megaselia pteryacantha (Borgmeier, 1925) c g
- Megaselia pubecula Schmitz, 1927 c g
- Megaselia pulcherrima (Santos Abreu, 1921) c g
- Megaselia pulicaria (Fallen, 1823) i c g
- Megaselia pulicaripar Beyer, 1959 c g
- Megaselia pulla (Brues, 1919) i c g
- Megaselia pulliclava Borgmeier, 1969 c g
- Megaselia pullifrons Beyer, 1958 c g
- Megaselia pullipalpis Colyer, 1962 c g
- Megaselia pulveroboleti Disney, 1998 c g
- Megaselia pumila (Meigen, 1830) c g
- Megaselia punctata Bridarolli, 1951 c g
- Megaselia punctifrons Borgmeier, 1969 c g
- Megaselia punctipes Borgmeier, 1962 c g
- Megaselia purificata Borgmeier, 1967 c g
- Megaselia pusilla (Meigen, 1830) i c g
- Megaselia putescavi Disney, 2011 g
- Megaselia pygidialis Beyer, 1965 c g
- Megaselia pygmaea (Zetterstedt, 1848) c g
- Megaselia pygmaeoides (Lundbeck, 1921) i c g[15]
- Megaselia pygmaeola Borgmeier, 1966 i c g

### Q
- Megaselia quadrata Brues, 1936 c g
- Megaselia quadribrevis Disney, 2003 c g
- Megaselia quadripunctata (Malloch, 1918) i c g
- Megaselia quadriseta Schmitz, 1918 c g
- Megaselia quadrispinosa Brues, 1936 c g
- Megaselia quadrupliciseta Bridarolli, 1951 c g
- Megaselia quartobrevis Beyer, 1965 c g
- Megaselia quartobsoleta Borgmeier, 1969 c g
- Megaselia quartocurta Borgmeier, 1969 c g
- Megaselia quartolutea Borgmeier, 1963 c g
- Megaselia quartopallida Beyer, 1965 c g
- Megaselia quattuorbrevis Disney, 2008 c g
- Megaselia quintincisa Disney, 2006 c g
- Megaselia qurigolensis Khameneh, Khaghaninia, Disney & Maleki-Ravasan, 2019[6]

### R
- Megaselia raetica Schmitz, 1934 c g
- Megaselia ramierzi Bridarolli, 1951 c g
- Megaselia rara Colyer, 1962 c g
- Megaselia raruvesiculae Buck & Disney, 2001 c g
- Megaselia recta (Brues, 1911) c g
- Megaselia rectangulata (Malloch, 1914) c
- Megaselia reducta Borgmeier, 1966 i c g
- Megaselia relicta Borgmeier, 1964 i c g
- Megaselia renata Borgmeier, 1964 i c g
- Megaselia renwickorum  g
- Megaselia repetenda Brues, 1936 c g
- Megaselia retardata (Malloch, 1912) i c g
- Megaselia rettenmeyeri Disney, 2007 c g
- Megaselia reversa Brues, 1936 c g
- Megaselia reynoldsi Disney, 1981 c g
- Megaselia rhabdopalpis Borgmeier, 1962 c g
- Megaselia richardsoni Disney, 2003 c g
- Megaselia riefi Brenner, 2006 c g
- Megaselia rimacensis Brues, 1944 c g
- Megaselia rivalis (Wood, 1909) c g
- Megaselia robertsoni Disney, 2008 c g
- Megaselia robinsoni Disney, 1981 c g
- Megaselia robusta Schmitz, 1928 i c g
- Megaselia rodriguezorum  g
- Megaselia romeralensis Disney, 2009
- Megaselia romphaea (Schmitz, 1947)
- Megaselia rotunda Robinson, 1981 i c g
- Megaselia rotundapicis Disney, 1999 c g
- Megaselia rotundicauda Beyer, 1965 c g
- Megaselia rotundula Borgmeier, 1966 i c g
- Megaselia rubella (Schmitz, 1920) c g
- Megaselia rubescens (Wood, 1912) c g
- Megaselia rubicornis (Schmitz, 1919) c g
- Megaselia rubida (Schmitz, 1918) c g
- Megaselia rubricornis (Schmitz, 1919) g
- Megaselia rubronigra Borgmeier, 1962 c g
- Megaselia rudimentalis Borgmeier, 1962 c g
- Megaselia rudis (Wood, 1909) c g
- Megaselia rufa (Wood, 1908) c g
- Megaselia ruficornis (Meigen, 1830) i c g
- Megaselia rufifrons (Wood, 1910) c g
- Megaselia rufipennis (Macquart, 1835) c g
- Megaselia rufipes (Meigen, 1804) i c g b  (coffin fly)
- Megaselia rupestris Schmitz, 1934 c g
- Megaselia ruralis Schmitz, 1937 c g
- Megaselia russellensis Disney, 2003 c g
- Megaselia rustica (Brues, 1905) c g
- Megaselia rutilipes Beyer, 1958 c g

### S
- Megaselia sacatelensis  g
- Megaselia sacculata Borgmeier, 1958 c g
- Megaselia sacculifera Beyer, 1965 c g
- Megaselia safuneae Malloch, 1935 c g
- Megaselia sakaiae Disney, 2001 c g
- Megaselia samoana Borgmeier, 1967 c g
- Megaselia sandhui Disney, 1981 c g
- Megaselia sanguinea (Schmitz, 1922) c g
- Megaselia saprophaga Borgmeier, 1934 c g
- Megaselia sarae Garcia-Romera g
- Megaselia sauteri (Brues, 1911) c g
- Megaselia savannae Disney, 1991 c g
- Megaselia scabra Schmitz, 1926 c g
- Megaselia scalaris (Loew, 1866) i c g b[16]
- Megaselia schildi Borgmeier, 1971 c g
- Megaselia schutti Schmitz, 1936 c g
- Megaselia schwarzi (Malloch, 1912) i c g
- Megaselia sciaricida Schmitz, 1932 c g
- Megaselia scissa Borgmeier, 1962 c g
- Megaselia scopalis (Brues, 1919) i c g
- Megaselia scopifera Brues, 1936 c g
- Megaselia scutellariformis Schmitz, 1926 c g
- Megaselia scutellaris (Wood, 1909) c g
- Megaselia scutelliseta Borgmeier, 1935 c g
- Megaselia seaverorum  g
- Megaselia seclusa Beyer, 1966 i c g
- Megaselia secreta Beyer, 1958 c g
- Megaselia sejuncta Beyer, 1967 c g
- Megaselia sembeli Disney, 1986 c g
- Megaselia semicrocea Borgmeier, 1964 i c g
- Megaselia semiferruginea Bridarolli, 1940 c g
- Megaselia semihyalina Beyer, 1960 c g
- Megaselia semilucens Borgmeier, 1967 c g
- Megaselia semilutea Borgmeier, 1962 c g
- Megaselia semimollis Borgmeier, 1971 c g
- Megaselia semipolita Borgmeier, 1961 c g
- Megaselia semota Beyer, 1959 c g
- Megaselia senegalensis Disney, 1980 c g
- Megaselia septentrionalis (Schmitz, 1919) c g
- Megaselia sepulchralis (Lundbeck, 1920) c g
- Megaselia sericata Schmitz, 1935 c g
- Megaselia serotina Borgmeier, 1962 c g
- Megaselia serpentina Borgmeier, 1962 c g
- Megaselia serrata (Wood, 1910) c g
- Megaselia setacea (Aldrich, 1892) i c g
- Megaselia setalis Beyer, 1958 c g
- Megaselia setaria (Malloch) i c g
- Megaselia setella Beyer, 1966 c g
- Megaselia seticauda (Malloch, 1914) i c g
- Megaselia seticerca Borgmeier, 1966 i c g
- Megaselia seticlasper Borgmeier, 1962 c g
- Megaselia seticosta Borgmeier, 1962 c g
- Megaselia setifemur Bohart, 1947 c g
- Megaselia setifer (Lundbeck, 1920) c g
- Megaselia setifimbria Borgmeier, 1971 c g
- Megaselia setifrons Brues, 1936 c g
- Megaselia setigera (Brues, 1919) c g
- Megaselia setimargo (Enderlein, 1912) c g
- Megaselia setipectus Borgmeier, 1971 c g
- Megaselia setipennis Borgmeier, 1967 c g
- Megaselia setiventris Borgmeier, 1962 c g
- Megaselia setulipalpis Schmitz, 1938 c g
- Megaselia sevciki Disney, 2006 c g
- Megaselia sexcrinata Borgmeier, 1962 c g
- Megaselia sextaperta Beyer, 1958 c g
- Megaselia sextobsoleta Borgmeier, 1971 c g
- Megaselia sextohirta Beyer, 1966 c g
- Megaselia sextolutea Borgmeier, 1967 c g
- Megaselia sextovittata Lee & Disney, 2004 c g
- Megaselia seychellesensis Disney, 2006 c g
- Megaselia shabestarensis Khameneh, Khaghaninia, Disney & Maleki-Ravasan, 2019[6]
- Megaselia shannoni Borgmeier, 1966 i c g
- Megaselia shawi Disney, 2006 c g
- Megaselia sheppardi Disney, 1988 c g
- Megaselia shiyiluae Disney, Li & Li, 1995 c g
- Megaselia siamensis Beyer, 1966 c g
- Megaselia sibulanensis Brues, 1936 c g
- Megaselia sibylla Borgmeier, 1967 c g
- Megaselia sicaria (Colyer, 1962) c g
- Megaselia sidneyae  g
- Megaselia signabilis Beyer, 1965 c g
- Megaselia sihlwaldensis Rondani, 1856 g
- Megaselia silhouettensis Disney, 2005 c g
- Megaselia similifrons Schmitz, 1934 c g
- Megaselia similis (Silva Figueroa, 1916) c g
- Megaselia simiola Borgmeier, 1966 i c g
- Megaselia simplex (Wood, 1910) c g
- Megaselia simplicior (Brues, 1924) c g
- Megaselia simulans (Wood, 1912) c g
- Megaselia sinefurca Borgmeier, 1962 c g
- Megaselia sinuata Schmitz, 1926 c g
- Megaselia sinuosimargo Borgmeier, 1962 c g
- Megaselia smirnovi Naumov, 1979 c g
- Megaselia sobria Borgmeier, 1967 c g
- Megaselia socia Borgmeier, 1962 c g
- Megaselia sodalis (Brues, 1905) c g
- Megaselia sokotrana Beyer, 1965 c g
- Megaselia solita Beyer, 1958 c g
- Megaselia solitaria Schmitz, 1934
- Megaselia soluta (Collin, 1912) c g
- Megaselia sordescens Schmitz, 1927 i c g
- Megaselia sordida (Zetterstedt, 1838) i c g
- Megaselia sororpusilla Disney, 2012
- Megaselia southwoodi Disney, 1982 c g
- Megaselia specularis Schmitz, 1935 c g
- Megaselia speculifera Beyer, 1965 c g
- Megaselia speculigera Borgmeier, 1962 c g
- Megaselia speiseri Schmitz, 1929 c g
- Megaselia spelophila Borgmeier, 1966 i c g
- Megaselia spelunciphila Disney, 1999 c g
- Megaselia sphinx Borgmeier, 1962 i c g
- Megaselia spiculata Borgmeier, 1969 c g
- Megaselia spinata (Wood, 1910) c g
- Megaselia spinicincta (Wood, 1910) c g
- Megaselia spiniclasper Borgmeier, 1964 i c g
- Megaselia spinigera (Wood, 1908) c g
- Megaselia spinipectus Borgmeier, 1971 c g
- Megaselia spinipleura (Borgmeier, 1924) c
- Megaselia spinolabella Disney, 1989 c g
- Megaselia spinulata Borgmeier, 1964 i c g
- Megaselia spiracularis Schmitz, 1938 c g
- Megaselia splendens Borgmeier, 1967 c g
- Megaselia splendescens Beyer, 1965 c g
- Megaselia spodiaca (Schmitz, 1926) c g
- Megaselia spoliata Borgmeier, 1967 c g
- Megaselia spreta (Collin, 1912) c g
- Megaselia stackelbergi Mostovski & Disney, 2003 c g
- Megaselia stenoterga Disney, 1988 c g
- Megaselia stephanoidea (Borgmeier, 1925) c g
- Megaselia steptoeae  g
- Megaselia stichata (Lundbeck, 1920) c g
- Megaselia stigmatica (Schmitz, 1920) c g
- Megaselia stimulata Borgmeier, 1962 c g
- Megaselia straminipes (Malloch, 1912) i
- Megaselia striativentris Borgmeier, 1962 c g
- Megaselia stricta Borgmeier, 1962 c g
- Megaselia striolata Schmitz, 1940 c g
- Megaselia styloprocta (Schmitz, 1921) c g
- Megaselia suates Brenner, 2004 c g
- Megaselia subalpina Brenner, 2004 c g
- Megaselia subaristalis Borgmeier, 1969 c g
- Megaselia subatomella (Malloch, 1912) c g
- Megaselia subcarinata Borgmeier, 1962 c g
- Megaselia subcarpalis (Lundbeck, 1920) c g
- Megaselia subcavata Borgmeier, 1964 i c g
- Megaselia subcavifrons Borgmeier, 1971 c g
- Megaselia subconvexa (Lundbeck, 1920) c g
- Megaselia subcrinosa Borgmeier, 1962 c g
- Megaselia subcrocea Borgmeier, 1967 c g
- Megaselia subcuneata Borgmeier, 1962 c g
- Megaselia subflava (Malloch, 1912) c g
- Megaselia subfraudulenta Schmitz, 1933 c g
- Megaselia subfuscipes Schmitz, 1935 c g
- Megaselia subinflata Borgmeier, 1969 c g
- Megaselia sublutea (Malloch, 1912) i c g
- Megaselia submarginalis (Malloch, 1912) i c g
- Megaselia submimica Borgmeier, 1969 c g
- Megaselia subnitida Lundbeck g
- Megaselia subnudifemur Borgmeier, 1964 i c g
- Megaselia subnudipennis (Schmitz, 1919) c g
- Megaselia subnudiseta Beyer, 1958 c g
- Megaselia subobscurata (Malloch, 1912) i c g
- Megaselia subpalpalis (Lundbeck, 1920) c g
- Megaselia subpicta (Malloch, 1912) i c g
- Megaselia subpleuralis (Wood, 1909) i c g
- Megaselia subpyricornis Beyer, 1959 c g
- Megaselia subrecta Borgmeier, 1967 c g
- Megaselia subscaura Schmitz, 1932 c g
- Megaselia subsetella Borgmeier, 1967 c g
- Megaselia substricta Borgmeier, 1969 c g
- Megaselia subtumida (Wood, 1909) c g
- Megaselia subulicauda Schmitz, 1929 c g
- Megaselia subvittata Borgmeier, 1967 c g
- Megaselia suis Bohart, 1947 c g
- Megaselia sulcatifrons Borgmeier, 1967 c g
- Megaselia sulfurella Schmitz, 1926 c g
- Megaselia sulina Borgmeier, 1962 c g
- Megaselia sullivani Disney, 2003 c g
- Megaselia sulphurea Borgmeier, 1971 c g
- Megaselia sulphuripes (Meigen, 1830) c g
- Megaselia sulphuriventris (Borgmeier & Schmitz, 1923) c g
- Megaselia sulphurizona Borgmeier, 1966 i c g
- Megaselia superans Borgmeier, 1958 c g
- Megaselia supercilata (Wood, 1910) c g
- Megaselia superciliata (Wood, 1910) g
- Megaselia superfurcata Schmitz, 1928 c g
- Megaselia superpilosa Bridarolli, 1951 c g
- Megaselia supina Borgmeier, 1958 c g
- Megaselia surdifrons (Wood, 1909) c g
- Megaselia surophila Disney, 1991 c g
- Megaselia suspicata Borgmeier, 1967 c g
- Megaselia sylvatica (Wood, 1910) c g
- Megaselia sylvicola (Malloch, 1914) c g
- Megaselia symondsi Disney, 2002 c g

### T
- Megaselia tabida Colyer, 1956 c g
- Megaselia tama (Schmitz, 1926) c g
- Megaselia tamanae Disney, 1995 c g
- Megaselia tamilnaduensis Disney, 1995 c g
- Megaselia tamoides Borgmeier, 1964 i c g
- Megaselia tanypalpis Kung & Brown, 2004 c g
- Megaselia tarsalis (Wood, 1910) c g
- Megaselia tarsella (Lundbeck, 1921) c g
- Megaselia tarsicia Schmitz, 1926 c g
- Megaselia tarsodes Borgmeier, 1969 c g
- Megaselia tasmaniensis (Malloch, 1912) c g
- Megaselia tecticauda Borgmeier, 1964 i c g
- Megaselia tedersooi Disney in Disney, Kurina, Tedersoo & Cakpo, 2013[9]
- Megaselia tenebricior Beyer, 1967 c g
- Megaselia tenebricola Schmitz, 1934 c g
- Megaselia tenericoma Beyer, 1965 c g
- Megaselia teneripes Schmitz, 1957 c g
- Megaselia tenuibasis Beyer, 1960 c g
- Megaselia tenuicoma Beyer, 1960 c g
- Megaselia tenuicosta Beyer, 1965 c g
- Megaselia tenuiventris Schmitz, 1927 c g
- Megaselia teresamajewskae Disney, 1998 c g
- Megaselia tergalis Beyer, 1958 c g
- Megaselia tergata (Lundbeck, 1920) c g
- Megaselia tergatula Beyer, 1965 c g
- Megaselia tergitalis Borgmeier, 1961 c g
- Megaselia termimycana Disney, 1996 c g
- Megaselia termitomycana Disney, 1966 g
- Megaselia testacea Schmitz, 1938 c g
- Megaselia testaceicornis Borgmeier, 1967 c g
- Megaselia tetrabrevis Disney, 2003 c g
- Megaselia tetrachaeta Beyer, 1966 c g
- Megaselia tetraseta Disney, 2007 c g
- Megaselia tetrica Borgmeier, 1964 i c g
- Megaselia tetricifrons Beyer, 1967 c g
- Megaselia teutoniae Disney, 1989 c g
- Megaselia textilis Brues, 1936 c g
- Megaselia thaleri Brenner, 2006 c g
- Megaselia thalhammeri Schmitz, 1935 c g
- Megaselia thomseni Disney & Bøggild, 2019[7]
- Megaselia tiagoensis Disney, 1991 c g
- Megaselia tibialis (Brues, 1905) c g
- Megaselia tibiella (Lundbeck, 1920) c g
- Megaselia tignorum Disney, 2009
- Megaselia tinctipennis Brues, 1936 c g
- Megaselia tinglei Disney, 1991 c g
- Megaselia tinteri Disney, 1998 c g
- Megaselia tomatoae Woolf, 1996 c g
- Megaselia tomskensis Naumov, 1992 c g
- Megaselia tonsipalpis Beyer, 1965 c g
- Megaselia tonyirwini Disney, 1988 c g
- Megaselia torautensis Disney, 1990 c g
- Megaselia totaflava Borgmeier, 1969 c g
- Megaselia totanigra Beyer, 1959 c g
- Megaselia transcarinata Borgmeier, 1971 c g
- Megaselia translocata Brues, 1936 c g
- Megaselia translucida Bridarolli, 1951 c g
- Megaselia transversalis De Meijere, 1929 g
- Megaselia transversiseta Bridarolli, 1951 c g
- Megaselia triapitsyni Michailovskaya, 2003 c g
- Megaselia trichopleurophora Beyer, 1960 c g
- Megaselia trichorrhoea (Schmitz, 1921) c g
- Megaselia trilineata (Brunetti, 1912) c g
- Megaselia trimacula  g
- Megaselia tripartita Borgmeier, 1961 c g
- Megaselia triplicicristae Disney, 2003 c g
- Megaselia tripliciseta Bridarolli, 1951 c g
- Megaselia triquetra Schmitz, 1927 c g
- Megaselia trisecta Brues, 1936 c g
- Megaselia tristis (Borgmeier, 1963) i c g
- Megaselia tritomegas Borgmeier, 1967 c g
- Megaselia trivialis (Brues, 1911) c g
- Megaselia trochanteralis Schmitz, 1953 c g
- Megaselia trochanterica Schmitz, 1926 c g
- Megaselia trochimczuki Disney & Durska, 2011
- Megaselia trogeri Brenner, 2006 c g
- Megaselia troglodytica Schmitz, 1950 c g
- Megaselia trojani Disney, 1998 c g
- Megaselia trudiae Disney, 2003 c g
- Megaselia tubulifera Borgmeier, 1962 c g
- Megaselia tubuliventris Bridarolli, 1951 c g
- Megaselia tulearensis Disney, 2005 c g
- Megaselia tumida (Wood, 1909) c g
- Megaselia tumidicornis Borgmeier, 1962 c g
- Megaselia tumidicosta Borgmeier, 1962 c g
- Megaselia tumidilla Borgmeier, 1962 c g
- Megaselia tumidirostris Borgmeier, 1969 c g
- Megaselia tumidula Borgmeier, 1962 c g
- Megaselia tumipalpis Bridarolli, 1951 c g
- Megaselia turbata Borgmeier, 1967 c g
- Megaselia turbidipennis Borgmeier, 1967 c g
- Megaselia turgida (Borgmeier, 1925) c
- Megaselia turgidilla Borgmeier, 1967 c g
- Megaselia turgipes Borgmeier, 1967 c g
- Megaselia tweedensis Disney, 2008 c g

### U-V
- Megaselia uliginosa (Wood, 1909) c g
- Megaselia ultrabrevis Schmitz, 1927
- Megaselia umbrata Schmitz, 1936 c g
- Megaselia umbrosa Brues, 1936 c g
- Megaselia undulans Schmitz, 1940 c g
- Megaselia unguicularis (Wood, 1909) c g
- Megaselia ungulata Robinson, 1981 i c g
- Megaselia unichaeta Colyer, 1962 c g
- Megaselia unicolor (Schmitz, 1919) c g
- Megaselia unisetosa Brues, 1936 c g
- Megaselia unwini Disney, 1987 c g
- Megaselia ursina (Malloch, 1912) i c g
- Megaselia ussuriensis Mikhailovskaya, 1987 c g
- Megaselia usticlava Borgmeier, 1967 c g
- Megaselia ustipennis Borgmeier, 1967 c g
- Megaselia ustulata (Schmitz, 1920) c g
- Megaselia ustulithorax Beyer, 1965 c g
- Megaselia utingensis Borgmeier, 1971 c g
- Megaselia valida (Santos Abreu, 1921) c g
- Megaselia valvata Schmitz, 1935 c g
- Megaselia vannusetarum Disney, 2006 c g
- Megaselia vapidicornis Brues, 1936 c g
- Megaselia variana Schmitz, 1926 c g
- Megaselia variegata Schmitz, 1937 c g
- Megaselia venalis Beyer, 1966 c g
- Megaselia ventralis Borgmeier, 1963 i c g
- Megaselia verdensis Disney, 1991 c g
- Megaselia verna Schmitz, 1932 c g
- Megaselia vernalis (Wood, 1909) c g
- Megaselia vernicosa Beyer, 1966 c g
- Megaselia vernicosior Beyer, 1966 c g
- Megaselia verralli (Wood, 1910) c g
- Megaselia versicolor Borgmeier, 1967 c g
- Megaselia vespertilionis Borgmeier, 1962 c g
- Megaselia vestita (Wood, 1914) c g
- Megaselia victorovi Mikhailovskaya, 1991 c g
- Megaselia viduata (Collin, 1912) c g
- Megaselia villicauda Schmitz, 1927 c g
- Megaselia villosa Michailovskaya, 2003 c g
- Megaselia vinculata Borgmeier, 1964 i c g
- Megaselia violata Borgmeier, 1969 c g
- Megaselia virescens Bridarolli, 1951 c g
- Megaselia virilis (Schmitz, 1919) c g
- Megaselia vitiomera Disney, 2006 c g
- Megaselia vittata Borgmeier, 1967 c g
- Megaselia vorata Disney, 1991 c g
- Megaselia vulcanica Bridarolli, 1951 c g

### W-Z
- Megaselia waagei Schmitz, 1935 c g
- Megaselia weissflogi Disney, 1998 c g
- Megaselia wellingtonensis Disney, 2003 c g
- Megaselia wheeleri Borgmeier, 1967 c g
- Megaselia wickenensis Disney, 2000 c g
- Megaselia wiegmanae  g
- Megaselia wigtownensis Disney, 2009
- Megaselia winnemana (Malloch, 1912) i c g
- Megaselia winqvisti Disney, 2011
- Megaselia withersi Disney, 2008 c g
- Megaselia woodi (Lundbeck, 1922) c g
- Megaselia wuzhiensis Fang, 2005 c g
- Megaselia xanthocera Borgmeier, 1967 c g
- Megaselia xanthogastra Schmitz, 1940 c g
- Megaselia xanthophila Buck & Disney, 2001 c g
- Megaselia xanthopus Beyer, 1965 c g
- Megaselia xanthopyge Beyer, 1965 c g
- Megaselia xanthozona (Strobl, 1892) c g
- Megaselia yaseri Khameneh, Khaghaninia, Disney & Maleki-Ravasan, 2019[6]
- Megaselia yatesi Disney, 2002 c g
- Megaselia zaitzevi Michailovskaya, 1991 c g
- Megaselia zarghanii Khameneh, Khaghaninia, Disney & Maleki-Ravasan, 2019[6]
- Megaselia zariaensis Disney, 1989 c g
- Megaselia zebrina Beyer, 1964 i c g
- Megaselia zeno Borgmeier, 1962 c g
- Megaselia zeuzerae Disney, 1997 c g
- Megaselia zonata (Zetterstedt, 1838) c g
- Megaselia zonuzensis Khameneh, Khaghaninia, Disney & Maleki-Ravasan, 2019[6]